# Brockville

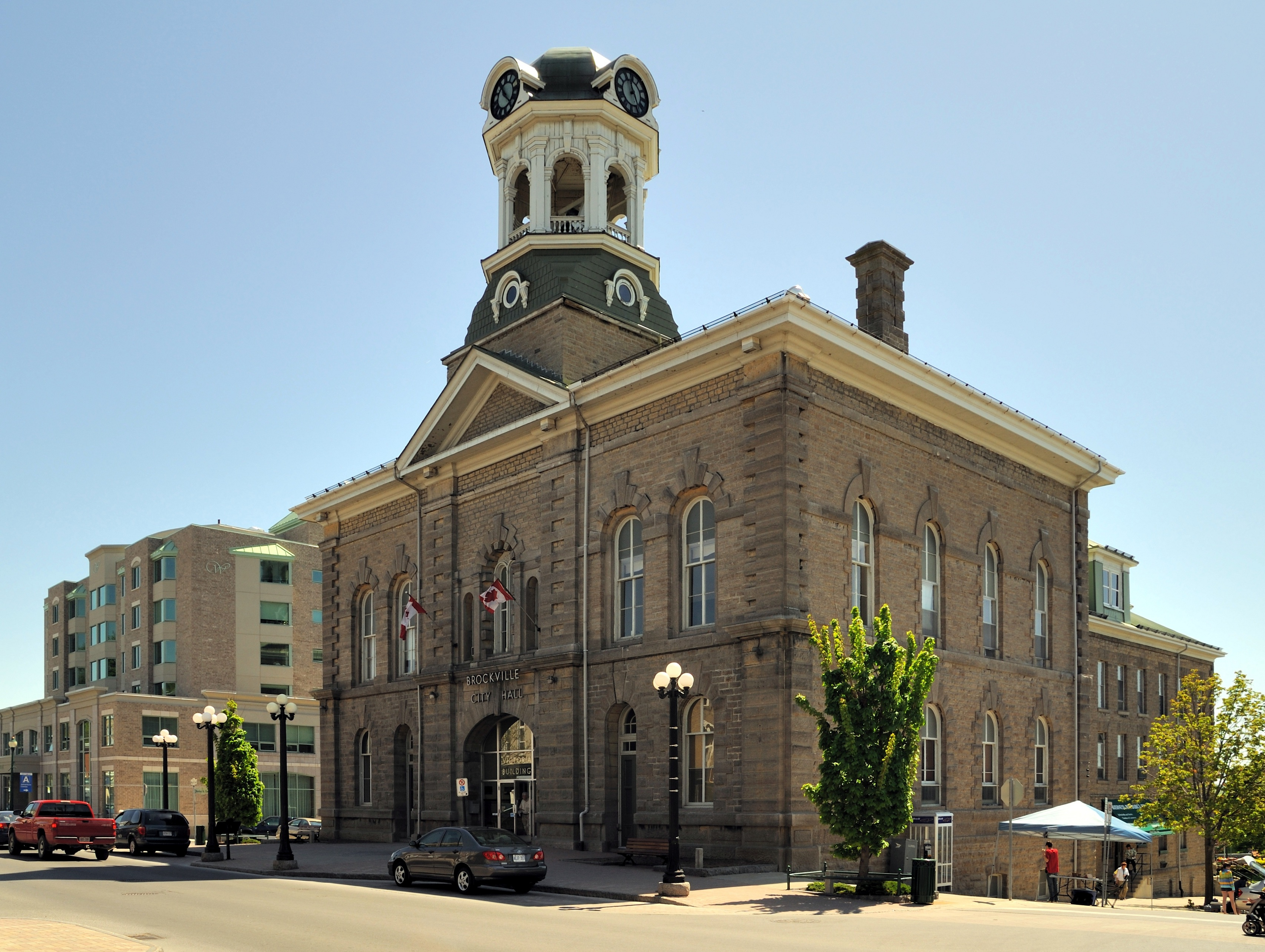
Paços do Concelho do Brockville

Brockville é uma cidade do Canadá, localizada na província de Ontário. Sua população é de 21 375 habitantes, com 44 741 habitantes na sua zona metropolitana (do censo nacional de 2001).